# Villa Yapacaní
Villa Yapacaní är en ort i Bolivia.   Den ligger i departementet Santa Cruz, i den centrala delen av landet, 240 km nordost om huvudstaden Sucre. Villa Yapacaní ligger 297 meter över havet och antalet invånare är 18 187.
Terrängen runt Villa Yapacaní är platt. Villa Yapacaní är det största samhället i trakten.
Omgivningarna runt Villa Yapacaní är huvudsakligen savann. Runt Villa Yapacaní är det mycket glesbefolkat, med 6 invånare per kvadratkilometer.